# René Charles Joseph Maire
René Charles Joseph Maire (Gray (Haute-Saône), 1878 — 1949) foi um  botânico francês.

## Biografia
A sua carreira botânica começou muito cedo. Aos 18 anos, foi o criador  de um herbário em Haute-Saône, atualmente o museu de história natural  de  Gray.  Em  1905, doutorou-se em ciências, e a partir de 1911 foi  professor de botânica na Faculdade das Ciências de Argel. Ocupou-se principalmente na pesquisa da fitopatologia no laboratório da faculdade.  Coletou e estudou plantas na Argélia e em Marrocos  de 1902 à  1904. De 1921  até 1930, comissionado pelo governo marroquino   estudou a flora do Saara central, principalmente  da cadeia montanhosa de  Hoggar, em 1928.
Foi membro da  "Sociedade Micológica da França" e da "Sociedade de História Natural de Mosela"  em Metz a partir de 1897.
Terminou  a sua carreira como reitor da Universidade da Argélia.

## Obras
Publicou numerosas obras, incluindo suas contribuições para o estudo da flora da África do Norte (1918-1931). . A sua obra principal é a Flore de l'Afrique du Nord,  em 16 volumes,  publicada após a sua morte em 1953.

## Orientação bibliográfica
Curta biografia em  “Cent ans d'activité scientifique”, Elie Fleur, publicado no Bulletin de la Société d'histoire naturelle de la Moselle, 34º  caderno, 1935, p. 54.